# ستيفن هوفمان
ستيفن هوفمان (بالألمانية: Steffen Hofmann)‏ (9 سبتمبر 1980 فورتسبورغ ألمانيا - ) هو لاعب كرة قدم ألماني، يلعب كلاعب وسط.

## وصلات خارجية
ستيفن هوفمان على موقع قاعدة بيانات كرة القدم.إي يو (الإنجليزية)
- ستيفن هوفمان على موقع بيانات كرة القدم. دي إي (الألمانية)
- ستيفن هوفمان على موقع Soccerway.com (الإنجليزية)
- ستيفن هوفمان على موقع عالم كرة القدم.نت (الإنجليزية)
- ستيفن هوفمان على موقع AS.com (الإسبانية)